# Cricket (producent muzyczny)
Cricket, właściwie Donat Prelvukaj (ur. 8 kwietnia 2000) – kosowski producent muzyczny pochodzący z Albanii, założyciel studia muzycznego Cricket Music.

## Dyskografia[2]

### Albumy
| Rok  | Album     |
| ---- | --------- |
| 2020 | Nostalgji |

### Teledyski
| Rok  | Teledysk         |
| ---- | ---------------- |
| 2018 | Friday Night     |
| 2019 | Caliente         |
| 2019 | Një herë në jetë |
| 2020 | A je pendu       |
| 2021 | Ndoshta          |
| 2021 | Pray             |
| 2021 | Magdalena        |
| 2021 | Bompa            |
| 2021 | Pa ty            |
| 2021 | Pa ty (Remix)    |
| 2021 | Thema            |
| 2021 | Pijetore         |
| 2022 | Dikur            |